# Агнотология
Агнотоло́гия или агнатоло́гия (от ἄγνωσις, agnōsis, «незнание» (или ἄγνωτος, «неизвестность»), и -λογία, -логия) — отрасль науки, исследующей случаи намеренного распространения заблуждений. Примером может являться публикация научных исследований, базирующихся на неточных или ошибочных данных.  
Агнотология также сосредотачивается на том, как и почему различные формы знания не получают распространения, игнорируются и откладываются в долгий ящик. Для примера, исследования по тектонике были запрещены цензурой США по крайней мере на десятилетие, потому что некоторые факты были засекреченной военной информацией, относящейся к подводным вооружениям.

## История

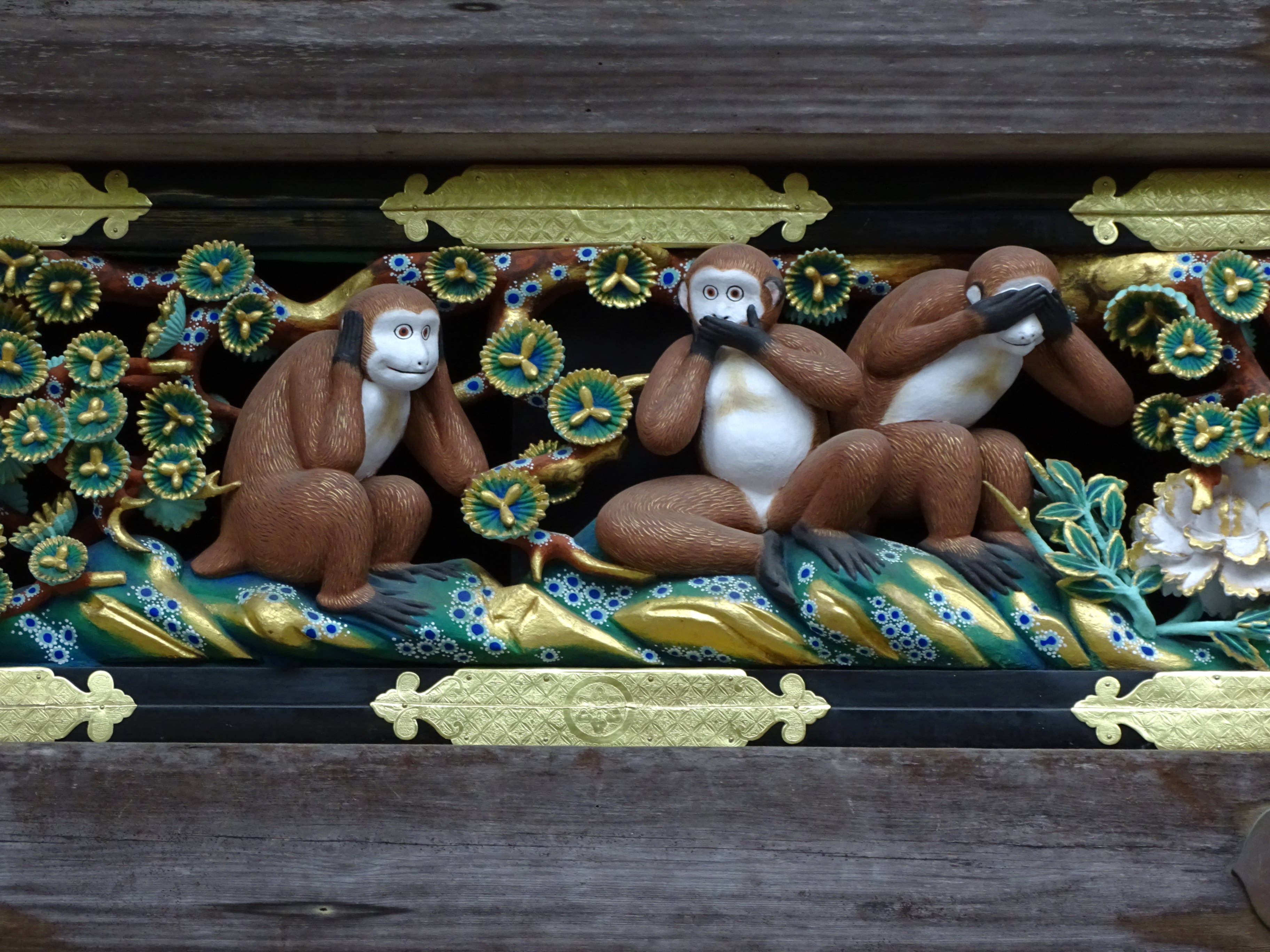
«Три обезьяны» в святилище Тосёгу в городе Никко, Япония (Всемирное культурное наследие ЮНЕСКО)

### Происхождение
Этот неологизм введён в обращение Робертом Н. Проктором, профессором Стэнфордского университета, специализирующемся на истории науки и технологии.
Термин «агнотология» был впервые упомянут в книге Проктора «Война против рака: Как политика формирует наше знание и незнание о раке», опубликованной в 1995 году: «Историки и философы науки трактуют невежество как бесконечный вакуум, который постепенно заполняется знанием, или даже, как однажды сказал Иоганн Кеплер — мать, умирающая ради рождения науки. Невежество не такое простое. Оно имеет изменчивую, но ясную географию, и является превосходным индикатором политики по отношению к знаниям. Нам необходима политическая агнотология, которая будет дополнять наши политические эпистемологии.»
Проктор использовал этот термин, чтобы описать своё исследование как «только наполовину шутливое» в интервью 2001 года о минерале агате. Он увязал отсутствие новых геологических знаний о агате после описания его Теофрастом в 300 году до н. э. с интенсивным изучением других минералов, таких как алмаз, асбест, гранит и уголь, которые теперь имеют большую ценность, и объявил агат «жертвой научного безразличия» и первым случаем «создания общественного невежества».

### Примеры
Главным примером намеренного распространения заблуждения, описанным Проктором, является производство табачной промышленностью исследований, призванных посеять у общественности сомнения о связи риска различных заболеваний с курением табака. Прикрываясь научными лозунгами, промышленность публиковала множество исследований о вреде всего, кроме табака, чтобы увеличить неуверенность общественности. Другие примеры принуждения к незнанию включают замалчивание в средствах массовой информации, корпоративную секретность, государственную цензуру, уничтожение документов, невнимание, забывчивость.